# Live at Carnegie Hall 1963
Live at Carnegie Hall 1963 es un álbum en directo del músico estadounidense Bob Dylan, publicado por la compañía discográfica Columbia Records en noviembre de 2005. El álbum, integrado por seis canciones, fue grabado en directo el 26 de octubre de 1963 durante un concierto ofrecido en el Carnegie Hall de Nueva York. 
Cuatro canciones del concierto, no incluidas en Live at the Carnegie Hall 1963, fueron publicadas anteriormente en otros recopilatorios del músico: «Talkin' John Birch Paranoid Blues» y «Who Killed Davey Moore?» fueron publicadas originalmente en el recopilatorio The Bootleg Series Volumes 1–3 (Rare & Unreleased) 1961–1991, mientras que «A Hard Rain's A-Gonna Fall» y «When the Ship Comes In» aparecieron en The Bootleg Series Vol. 7: No Direction Home: The Soundtrack.
Las nueve canciones restantes del concierto fueron publicadas en The 50th Anniversary Collection, un recopilatorio publicado por Columbia en diciembre de 2012 con el fin de evitar que las grabaciones inéditas de Dylan entraran legalmente en el dominio público en Europa. Las canciones incluyen: «Blowin' in the Wind», «Percy's Song», «Seven Curses», «Walls of Red Wing», «Talkin' World War III Blues», «Don't Think Twice, It's All Right», «Only a Pawn in Their Game», «Masters of War» y «The Lonesome Death of Hattie Carroll».

## Listado de canciones
| N.º | Título                          | Duración |  |
| 1.  | «The Times They Are a-Changin'» |          |  |
| 2.  | «Ballad of Hollis Brown»        |          |  |
| 3.  | «Boots of Spanish Leather»      |          |  |
| 4.  | «Lay Down Your Weary Tune»      |          |  |
| 5.  | «North Country Blues»           |          |  |
| 6.  | «With God on Our Side»          |          |  |